# Olivier Guinet
Olivier Guinet (Soulac-sur-Mer, 1º febbraio 1920 – Torino, 30 aprile 1945) è stato un partigiano francese, medaglia d'oro al valor militare alla memoria.

## Biografia
Deportato in Germania dopo l'occupazione della Francia, il giovane giardiniere riuscì ad evadere e a raggiungere, nel febbraio del 1944, il Piemonte. Aggregatosi alle formazioni della Resistenza, gli fu affidato il comando di un distaccamento. Rimasto ferito durante uno scontro, Olivier Guinet divenne poi comandante della 48ª Brigata Garibaldi. Venne ucciso da un cecchino in via Bertola a Torino.
Il 28 ottobre 1970, il Presidente della Repubblica Giuseppe Saragat ha concesso alla memoria del giardiniere francese la massima decorazione militare italiana.

## Onorificenze
A Torino gli è stata dedicata una lapide, ubicata in via Bertola presso il Palazzo dell'Elettricità di Torino.